# Хачатрян, Андраник Саркисович
Андраник Саркисович Хачатрян (30 июня 1956, Кировакан, Армянская ССР) — советский футболист, нападающий, полузащитник.
В начале карьеры играл в командах второй лиги «Лори» Кировакан (1974), «Ширак» Ленинакан (1975—1976), СКИФ Ереван (1976). В высшей лиге выступал за команду «Арарат», в 1977—1984 годах провёл 168 матчей, забил 32 гола. В 1985 году играл за команду первой лиги «Котайк» Абовян.